# フルベール・ユールー

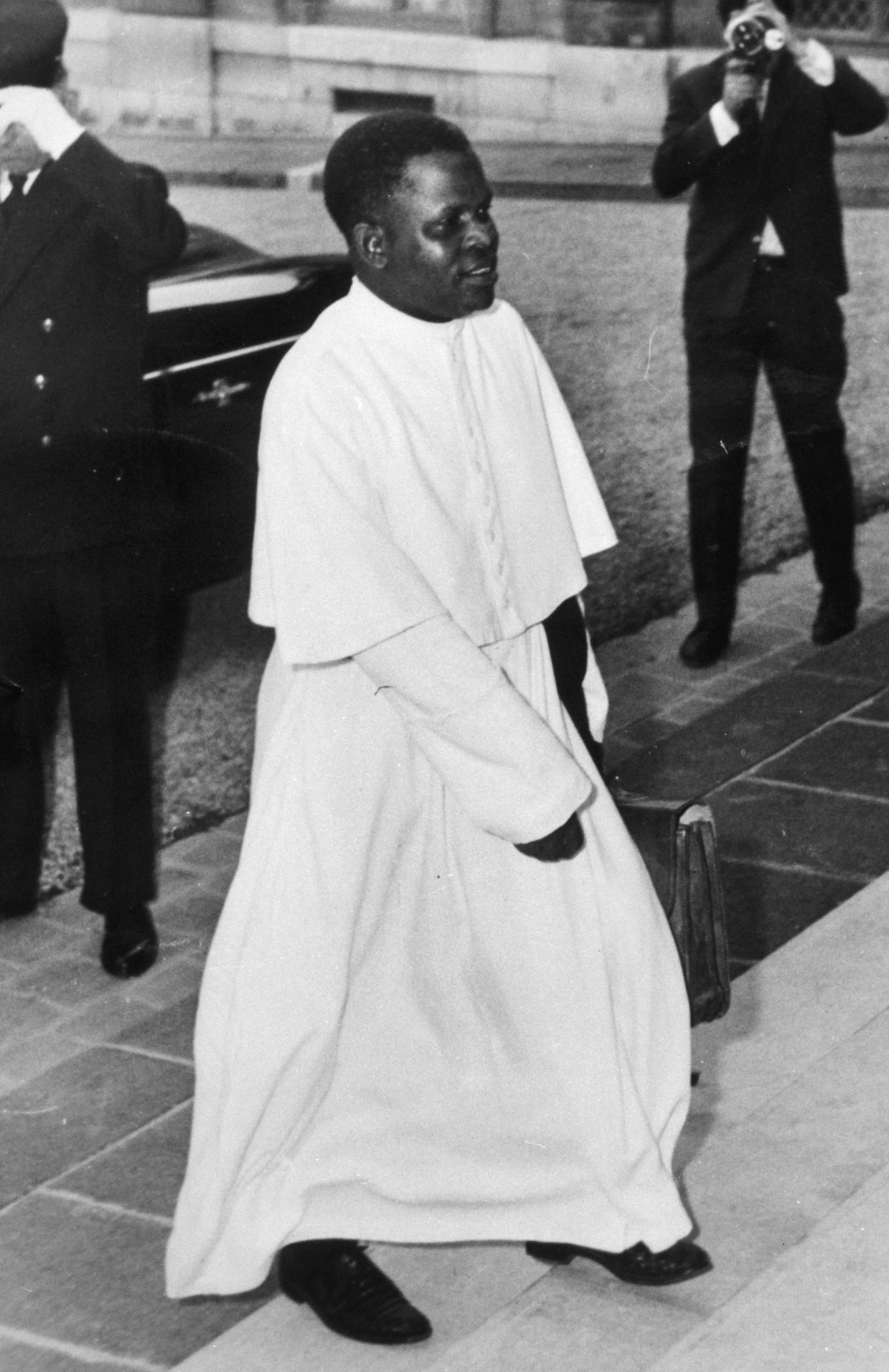
フルベール・ユールー

アッベ・フルベール・ユールー（Abbé Fulbert Youlou、1917年 - 1972年5月6日）は、コンゴ共和国の政治家、聖職者。
大統領（1960年8月15日 - 1963年8月15日）を務めた。

## 概要
ユールーはモワイエン・コンゴのマイドゥで商人の息子として生まれ、9歳で洗礼を受けたあと神学校へと入学した。ここでユールーはウバンギ・シャリの聖職者にしてのちの独立運動家のバルテレミー・ボガンダとであった。1946年から1949年にかけて、彼は司祭として神学校で教鞭をとっていた。彼は上司と対立して1956年のフランス国会選挙に出馬し落選したため、強制的に還俗させられたが、教会の意思に反して抗議のため彼は教会服を着用し続けた。彼の還俗は、黒人に対する政治的迫害とコンゴ人に受け取られ、彼の政治的キャリアに有利な要素となった。やがて彼は、同じようにフランスへの政治的抗議によって迫害され聖者となったアンドレ・マツワの政治的後継者とみなされるようになった。1956年のコンゴ選挙区の選挙では、ユールーは27.6%を得て3位につけ、トップのフェリックス・チカヤ（31%）および2位のジャック・オパンゴール（29.1%）と拮抗する票を得た。5月29日には、ユールーは新党であるアフリカ人利益擁護民主連合(UDDIA)を立ち上げ、チカヤのコンゴ進歩党(PPC)やオパンゴールのアフリカ人社会主義運動（MSA）と対抗した。
1959年11月、ユールーはブラザヴィル市長選挙に立候補する旨の書類を提出した。フランスの植民地関係者はすぐ北のウバンギ・シャリで当時活動を活発化させていたバレテレミー・ボガンダのような急進的な独立運動を恐れ、穏健なユールーであればコントロールがしやすくなると考えた。ユールーは立候補するとラリ族への利益供与などで人気を集め、ラリ族の属するバコンゴ人（ブラザビルの人口の過半数を占めた）の圧倒的な支持を得て市長に当選し、フランス領赤道アフリカ初の黒人市長となった。
1957年5月、ユールーはコンゴ自治領のオパンゴール首相の下、農業大臣として入閣した。チカヤのPPCがその後すぐ崩壊したため、コンゴ政界はユールーのUDDIAとオパンゴールのMSAとで二分されることになった。UDDIAはすぐに議会で過半数を占め、第1党に躍り出た。オパンゴールとユールーはシャルル・ド・ゴールの第五共和国憲法にはどちらも賛成の立場であり、これによってコンゴ独立の方向性が決まった。1958年12月8日、ユールーはコンゴ自治領の首相の座に就いた。
政権を握ったものの、オパンゴールのムボチ族とユールーのラリ族は対立しており、これが1959年には暴動へとつながった。ユールーはゲリマンダリングをおこない、これによって同年の選挙ではUDDIAは58%の得票にもかかわらず84%の議席を獲得した。さらに3ヵ月後、オパンゴールとMSAは政権に吸収された。1960年にコンゴ共和国が独立する際には、オパンゴールは名誉職に就くことでユールーと合意していた。
ユールー政権はフランスと緊密な関係を保ち、フランスとコンゴの関係は新植民地主義から一歩も抜け出ることはなかった。フランスよりの内政外交と、フランスからの資金を得た開発プロジェクト、コンゴ動乱でカタンガのモイーズ・チョンベを支持するなどの行動は国民の間に不満を募らせていった。1963年8月、UDDIA以外の政党を禁止し一党制に移行しようとしたことに端を発して市民が蜂起し、「栄光の三日間」と呼ばれる革命によって15日にはユールーは失脚した。